# Red Letter Year
Red Letter Year és el setzè àlbum d’estudi de la cantant i compositora Ani DiFranco publicat al 2008 (excloent les col·laboracions amb Utah Phillips).
És un disc que compte gran quantitat de convidats, entre els que es troben un quartet de corda i una banda d’instruments de metall i percussió, The Rebirth Brass Band, els quals són els únics artistes acreditats en el tema que tanca l'àlbum, «Red Letter Year Reprise».
DiFranco va estar treballant durant dos anys en el procés de creació del disc al mateix temps que ho compaginava amb el seu nou rol de mare.
L’àlbum va arribar a la posició 8 de la llista Independent Albums i a la 55 de la Billboard 200, ambdues publicades per Billboard.
Red Letter Year va ser reeditat en vinil al 2009 incloent una versió ampliada de «Emancipated Minor» mesclada per Mike Napolitano.

## Llista de cançons
Totes les cançons foren escrites i compostes per Ani DiFranco. 
| Núm. | Títol                     | Durada |
| ---- | ------------------------- | ------ |
| 1.   | «Red Letter Year»         | 4:17   |
| 2.   | «Alla This»               | 3:13   |
| 3.   | «Present/Infant»          | 3:02   |
| 4.   | «Smiling Underneath»      | 4:59   |
| 5.   | «Way Tight»               | 3:50   |
| 6.   | «Emancipated Minor»       | 4:30   |
| 7.   | «Good Luck»               | 2:35   |
| 8.   | «The Atom»                | 5:26   |
| 9.   | «Round a Pole»            | 2:58   |
| 10.  | «Landing Gear»            | 2:55   |
| 11.  | «Star Matter»             | 2:48   |
| 12.  | «Red Letter Year Reprise» | 6:26   |

### Reedició en vinil (2009)
| 1. | «Red Letter Year»    | 4:17 |
| 2. | «Alla This»          | 3:13 |
| 3. | «Present/Infant»     | 3:02 |
| 4. | «Smiling Underneath» | 4:59 |

| 5. | «Way Tight»         | 3:50 |
| 6. | «Emancipated Minor» | 4:30 |
| 7. | «Good Luck»         | 2:35 |
| 8. | «The Atom»          | 5:26 |

| 9.  | «Round a Pole»            | 2:58 |
| 10. | «Landing Gear»            | 2:55 |
| 11. | «Star Matter»             | 2:48 |
| 12. | «Red Letter Year Reprise» | 6:26 |

| 13. | «Emancipated Minor (Extended Remix)» | 6:06 |

## Personal
- Ani DiFranco – veu, tenor guitar, guitar synth, guitarra elèctrica, guitarra acústica, 12-string guitar, percussió, optigan, piano Wurlitzer, sintetitzadors, ukelele
- Todd Sickafoose – baix Fender, piano, piano Wurlitzer, baix, harmònium, contrabaix, sintetitzador
- Allison Miller – bateria, percussió
- Mike Dillon – marimba, campanes tubulars, vibràfon, percussió
- Quartet de corda (arranjat per Todd Sickafoose)
  - Jenny Scheinman – violí
  - Megan Gould – violí
  - Jessica Troy – viola
  - Marika Hughes – violoncel

- The Rebirth Brass Band
  - Phil Frazier – tuba (líder de banda)
  - Shorty Frazier – bombo
  - Derrick Tabb – caixa
  - Derrick Shezbie – trompeta
  - Glen Andrews – trompeta
  - Stafford Agee – trombó
  - Corey Henry – trombó
  - Vincent Broussard – saxòfon
  - Byron (Flee) Bernard – saxòfon

- C. C. Adcock – guitarra elèctrica
- Richard Comeaux – pedal steel
- Animal Prufrock – piano a «Smiling Underneath», percussió a «Emancipated Minor»
- Jeff Klein – veu de fons a «Emancipated Minor»
- Rene Lopez – percussió a «Emancipated Minor»
- Jon Hassell – trompeta a «Star Matter»

### Producció
- Producció – Ani DiFranco, Mike Napolitano
- Enginyeria – Mike Napolitano
- Assistent enginyeria – David Rashou, Corie Richie, Jack Miele, Tony Maimone, Jesse Voccia, Ken Rich, Ani DiFranco, Todd Sickafoose
- Mescla – Mike Napolitano
- Arranjament de cordes – Todd Sickafoose
- Masterització – Brent Lambert
- Art/Disseny – Ani DiFranco, Brian Grunert, Tim Staszak, Scot Fisher, White Bicycle
- Fotografia – Rhea Anna
- Fotografia de la lluna (portada) – NASA

## Llistes
| Llista (2008)      | Posició |
| ------------------ | ------- |
| Independent Albums | 8       |
| Billboard 200      | 55      |

Ambdues llistes publicades per Billboard.